# Столбищенская волость
Столбищенская волость (тат. ئستالبىشچىٰ ۋولىٰسىٰ, Ьstalbişcь vulьsь, Сталбишчы вулысы) — административно-территориальная единица в составе Казанского уезда Казанской губернии и Арского кантона Татарской АССР.
Волостное правление и квартира полицейского урядника располагались в селе Столбище.
В настоящее время территория волости находится в составе Приволжского и Советского районов Казани и Лаишевского и Пестречинского районов РТ.

## География
Волость находилась в южной части уезда, граничила на севере с Воскресенской и Кощаковской волостями, на западе — с Кулаевской волостью Казанского уезда и Державинской волостью Лаишевского уезда, на юге — с Астраханской волостью Лаишевского уезда, на западе (по Волге) — с Ташёвской и Теньковской волостями Свияжского уезда.

## История
Волость была образована после 1860-х гг. С 1920 года — в Арском кантоне ТАССР; в 1924 году к ней были присоединены 2 селения (Матюшино Воскресенской волости и Сокуры Державинской волости Лаишевского кантона).
Упразднена в 1927 году, территория вошла в состав Воскресенского района ТАССР.

## Население
| 1883   | 1885    | 1890    | 1897    | 1914    | 1923    | 1926    |
| ------ | ------- | ------- | ------- | ------- | ------- | ------- |
| 10 253 | ↗11 486 | ↘11 182 | ↗13 962 | ↗17 158 | ↘16 314 | ↗16 983 |

Национальный состав (1885): русские — 11 486 чел. (100,00%).
Национальный состав (1920, в границах 1925 года): русские — 16 848 чел. (99,21%), татары — 5 чел. (0,02%), прочие народности — 130 чел. (0,77%).

### Населённые пункты
| №  | Населённые пункты     | Население (1897 год) | Население (1907 год) | Преобладающая национальность | Современное состояние        |
| -- | --------------------- | -------------------- | -------------------- | ---------------------------- | ---------------------------- |
| 1  | село Столбищи         | 1348                 | 1459                 | русские                      | село, Лаишевский район       |
| 2  | село Никольское       | 1549                 | 1830                 | русские                      | село, Лаишевский район       |
| 3  | село Куюки            | 1275                 | 1467                 | русские                      | деревня, Пестречинский район |
| 4  | село Ковали           | 1219                 | 1342                 | русские                      | село, Лаишевский район       |
| 5  | село Большие Кабаны   | 1407                 | 1550                 | русские                      | село, Лаишевский район       |
| 6  | село Тарлаши          | 1496                 | 1679                 | русские                      | село, Лаишевский район       |
| 7  | деревня Кунтечи       | 1357                 | 1441                 | русские                      | село, Лаишевский район       |
| 8  | деревня Усады         | 788                  | 882                  | русские                      | село, Лаишевский район       |
| 9  | деревня Малые Кабаны  | 768                  | 790                  | русские                      | село, Лаишевский район       |
| 10 | деревня Сапуголи      | 1116                 | 1288                 | русские                      | село, Лаишевский район       |
| 11 | деревня Пиголи        | 543                  | 640                  | русские                      | деревня, Лаишевский район    |
| 12 | деревня Саламыково    | 287                  | 334                  | русские                      | не существует                |
| 13 | деревня Степановка    | 261                  | 325                  | русские                      | не существует                |
| 14 | деревня Читаки        | 423                  | 487                  | русские                      | не существует                |
| 15 | деревня Александровка | 125                  | 142                  | русские                      | не существует                |

В январе 1919 года на территории волости образованы сельсоветы, число которых в 1923 году составляло 15 (Столбищенский, Усадский, Малокабанский, Большекабанский, Куюковский, Александровский, Саламыковский, Степановский, Читаковский, Кунтечский, Никольский, Сапугольский, Пигольский, Тарлашинский, Ковалинский).

## Экономика
На 1904 г. на территории волости находилось 6 церквей. В 9 земских, 2 церковно-приходских школах и 2 школах грамоты обучались 590 мальчиков и 234 девочки.
В 1914 г. в 2585 дворах волости насчитывалось 2872 лошади, 8327 овец, 3356 свиней и 2586 голов рогатого скота; за крестьянами числилось 30208 десятин удобной земли.
В 1909 г. было в Куюках и Кунтечах были основаны кредитные товарищества; на 1913 год в них состояло 1628 человек.

## Транспорт
Через волость проходил Казанско-Бугурусланский почтовый тракт; в Столбищах находилась почтовая станция этого тракта.